# Michael Cole (telecronista)
Sean Michael Coulthard, meglio conosciuto come Michael Cole (Syracuse, 8 dicembre 1968), è un personaggio televisivo statunitense.
Lavora per la WWE dove ricopre il ruolo di commentatore di Raw.

## Carriera

### Giornalismo
Coulthard iniziò la sua carriera nel mondo dei media come giornalista per CBS Radio nel 1992. Lascia il suo lavoro per intraprendere una carriera nel wrestling.

### World Wrestling Federation/Entertainment (1997–presente)

#### Raw(1997–1999)
Debuttò nel roster di Raw nel 1997 con il nome di Michael Cole. Ricopre il ruolo di intervistatore nel backstage da SummerSlam. Alla fine del 1997 diventa commentatore di Raw al fianco di Jim Ross, per poi esser sostituito da Jerry Lawler l'anno dopo.

#### SmackDown(1999–2008)
Con la nascita del nuovo show della WWE SmackDown Michael Cole diventa commentatore del nuovo programma, prima a fianco di Lawler, poi di Tazz.
Nel corso della sua carriera è stato coinvolto in storyline con Steve Austin, John Cena e la D-Generation X. Nel 2006, durante la rinascita dell'ECW, il suo partner Tazz diventa commentatore dello show estremo. Viene quindi affiancato da John Bradshaw Layfield fino al 2007, per poi essere affiancato fino al 2008 da Jonathan Coachman.

#### Ritorno aRaw(2008–2010)
Durante l'annuale Draft Lottery del 2008, Cole passa al roster di Raw, affiancato nel team di commentatori da Jerry Lawler, sostituendo Jim Ross passato a SmackDown. Durante la puntata di Raw del 7 luglio 2008 viene attaccato brutalmente insieme a Jerry Lawler da Kane, che attacca anche cameramen e annunciatori a bordo ring. Vince lo Slammy Awards 2009 come momento più imbarazzante. Vince un altro Slammy Awards 2010 come miglior And I Quote.

#### Faida con Jerry "The King" Lawler (2010–2011)

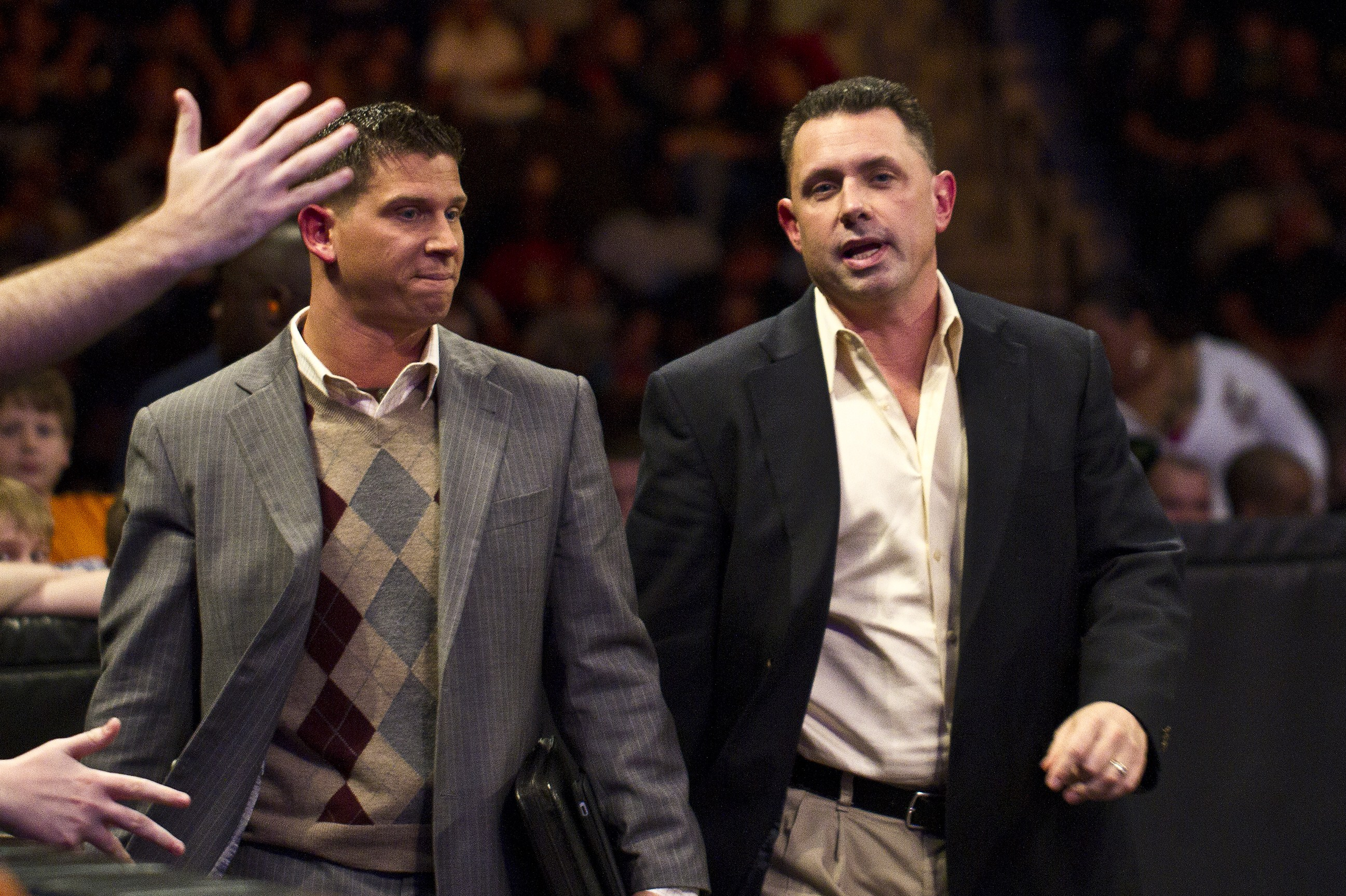
Michael Cole con Josh Mathews

Nella prima edizione di NXT, Cole fu il commentatore ufficiale insieme a Josh Mathews. Durante le puntate di NXT incomincia ad esaltare gli heel come The Miz ed avversare i face come Daniel Bryan. Durante la seconda serie di NXT esaltò ancora di più The Miz e il suo rookie Alex Riley, prendendo di mira Kaval.
Con lo sviluppo del carattere Heel di Cole, Lawler incominciò ad entrare in contrasto con lui. Nella puntata di Raw del 29 novembre intervenne nel match valevole per il titolo WWE tra Jerry Lawler e The Miz aiutando quest'ultimo a vincere il match: con questo atto si concretizzò del tutto il suo turn heel.  Nella puntata di Raw del 6 dicembre subì un RKO da parte di Randy Orton dopo un litigio sul ring che vedeva compreso anche Jerry Lawler. Dopo il litigio con Jerry Lawler, Cole passa di nuovo a Smackdown, dove fino a febbraio 2011 è affiancato da Josh Mathews e Matt Striker ma quest'ultimo è stato sostituito da Booker T.
Nella puntata di Raw post-Elimination Chamber del 21 febbraio Cole intervistò Jerry Lawler riguardo all'incontro perso al PPV contro The Miz. Lawler sfidò nell'occasione Michael Cole per un match a WrestleMania XXVII. Cole rispose gettandogli contro un bicchiere d'acqua nel volto di Lawler riuscendo così a scappare. Nella settimana successiva a Raw la proposta viene accettata da Cole, che al contempo ha presentato il suo allenatore in vista di WrestleMania: Jack Swagger. Nella puntata di Raw del 7 marzo ha introdotto come suo arbitro speciale per il match di Wrestlemania John Bradshaw Layfield. Prima della firma del contratto per l'incontro JBL viene però attaccato da Steve Austin che firma poi il contratto, divenendo l'arbitro speciale per l'incontro.

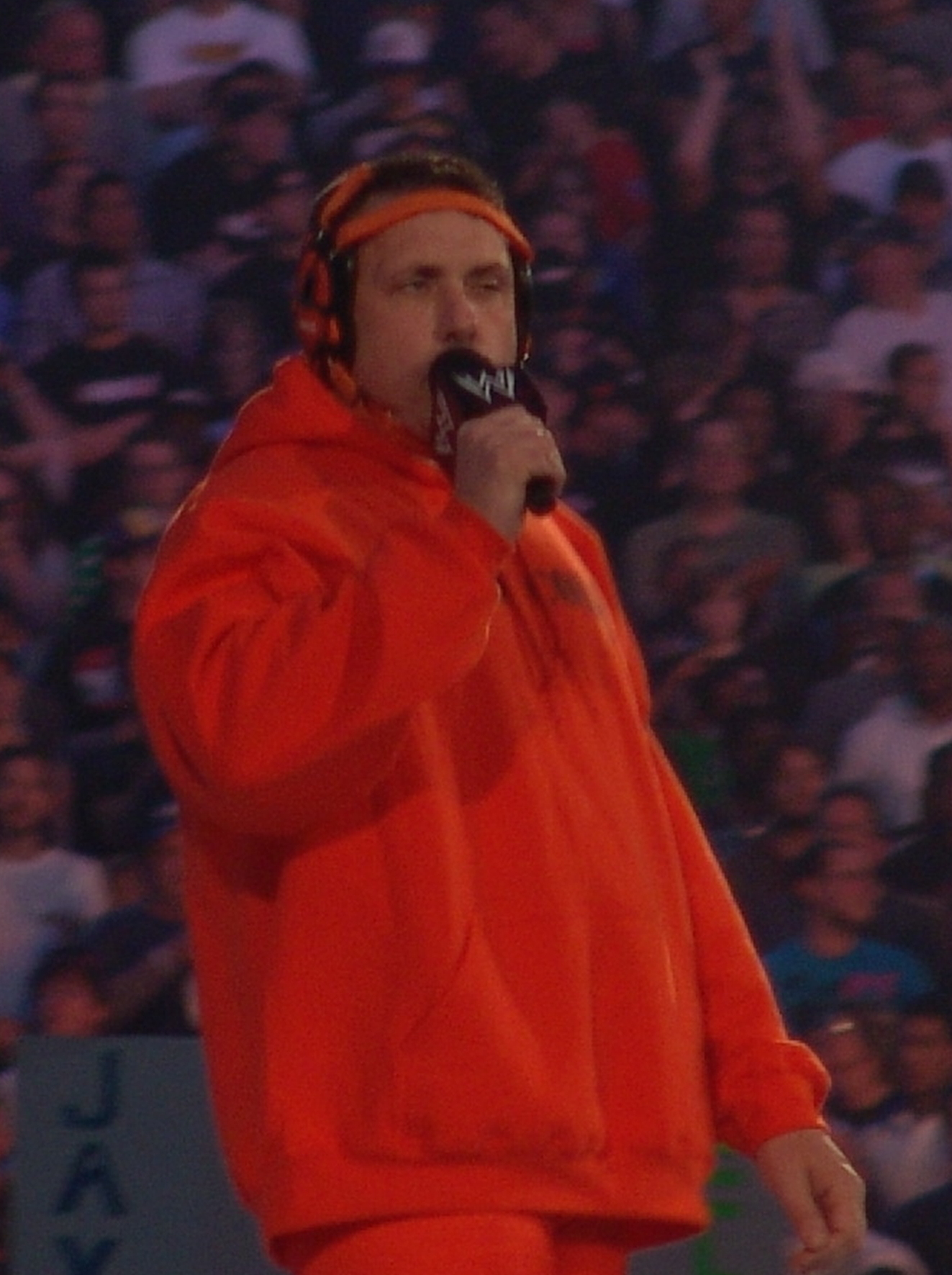
Michael Cole a Wrestlemania XXVII

Nel 2011, per la sua prima volta in carriera, Cole ricevette una propria musica d'entrata, "Texas Fight", canzone dell'Università del Texas di Austin. Nella puntata di Raw del 14/03 Michael Cole commenta in una gabbia di vetro per proteggersi dall'attacco di Jerry Lawler. Durante la stessa puntata Cole rivela delle notizie che riguardano la famiglia di Lawler, facendo arrivare addirittura il figlio di Jerry Lawler Brian Christopher che incolpa il padre per vari motivi. Poco dopo arriva anche Jim Ross che sfida Michael Cole, Cole accetta ma ad aiutarlo arriva Jack Swagger che esegue due Ankle Lock su Ross e Lawler. Nella puntata di Raw del 21/03 esegue un Ankle Lock su Lawler su ordine di Jack Swagger. Nella puntata di Raw del 28/03 versa del caffè in faccia a Jerry Lawler che aveva cercato di attaccarlo. A WrestleMania XXVII affronterà Jerry Lawler. A WrestleMania 27 viene sconfitto da Lawler che lo sottomette alla Ankle Lock, ma il GM inverte il risultato del match dando la vittoria a Cole per squalifica.
Dopo Wrestlemania 27 Cole ha detto che ormai Wrestlemania ha bisogno di un Mr. Wrestlemania dato che Shawn Michaels si è ritirato, dicendo che proprio lui Cole è il nuovo Mr. Wrestlemania. Nella puntata di Smackdown del 08/04 Cole introduce Jack Swagger ma subito dopo quest'ultimo viene attaccato da Sin Cara. Nella puntata di Smackdown del 15/04 durante la battle royal per decretare lo sfidante che affronterà Alberto Del Rio a Extreme Rules per il World Heavyweight Championship, Jack Swagger stava per subire una 619 da Rey Mysterio ma Cole interviene beccandosela lui sulla schiena. Durante la puntata di Raw del 18/04 dice che la Regina Elisabetta d'Inghilterra sarebbe stata presente per nominarlo Sir. La "regina" (in realtà un'attrice) si presenta sul ring e lo nomina Sir Michael Cole. Subito dopo Cole ordina a Jim Ross di baciargli il suo piede in segno di rispetto, prima Ross rifiuta ma poi viene costretto da Jack Swagger che prima ha attaccato Jerry Lawler e poi ha eseguito un ankle lock su Ross facendogli baciare il piede di Cole. Nella puntata successiva di Raw del 25/04, Michael Cole affronta Jim Ross in un match perdendo per squalifica. Durante il match Cole si rompe il labbro per colpa di un pugno da parte di Jim Ross. Nella puntata di Smackdown del 29/04 continua a sbeffeggiare Jim Ross e Jerry Lawler. Poco dopo introduce Jack Swagger. A Extreme Rules in coppia con Jack Swagger affronterà Jerry Lawler e Jim Ross. A Extreme Rules 2011 Michael Cole & Jack Swagger sconfiggono Jim Ross & Jerry Lawler. Nella puntata di Raw del 2 maggio, compleanno di The Rock, quest'ultimo chiama Cole sul ring e, dopo essersi scusato per le prese in giro in tutti gli anni passati nelle WWE, colpisce il giornalista con una Rock Bottom e un People's Elbow. Nella puntata di Smackdown del 13/05 Michael Cole discute sul ring con Layla che subito dopo viene attaccata da Kharma. Poco dopo Kharma cerca di attaccare Michael Cole che fa in tempo a rifugiarsi nella sua gabbia di vetro. Nella puntata di Raw del 16/05, Michael Cole firma il contratto con Jerry Lawler per il loro match a Over the Limit ma poco dopo Cole viene abbandonato da Jack Swagger che si era arrabbiato con lui. A Over the Limit affronterà Jerry Lawler in un Kiss my foot match. A Over The Limit ritorna clamorosamente Bret Hart che effettua una Sharpshooter su Michael Cole che è costretto per forza a baciare il piede di Jerry Lawler.

#### Faida con Jim Ross (2011–2012)
Nella puntata di Raw del 23/05 si presenta sul ring con una faccia triste e dispiaciuta. Prende un microfono e dice di voler smettere con il wrestling lottato e di voler far tornare tutto come era prima, chiedendo scusa a Jerry Lawler, Josh Mathews, Justin Roberts e altre persone nei dintorni, ma soprattutto chiede scusa al pubblico. Torna poi a sedersi sul tavolo dei commentatori insieme a Lawler e Mathews e non più nella sua gabbia di vetro. Da qui si deduce che abbia effettuato un turn face. Nella puntata di Smackdown del 27/05 Michael Cole viene preso in giro da Booker T che mostra nel Titantron la foto di Cole che bacia il piede di Jerry Lawler. Nella puntata di Raw del 31/05, Michael Cole si presenta sul ring fischiatissimo dal pubblico anche se ha effettuato un probabile Turn Face, e introduce Alex Riley che la settimana prima aveva attaccato The Miz. Alex Riley dopo aver parlato con Cole cerca di attaccarlo ma non ci riesce per colpa dell'arrivo di The Miz. Però ha la meglio Riley come la settimana prima. Nella puntata di WWE NXT Redemption, Michael Cole viene introdotto da Maryse. Durante la sua entrata si capisce che il suo Turn Face è falso, perché è fischiatissimo dal pubblico, poi bacia la mano di Maryse che è una divas heel, e poi si rifiuta di stringere la mano a Todd Grisham. Nella puntata di Raw del 06/06 viene malmenato da Steve Austin perché il GM anonimo di Raw ha dato la vittoria a The Miz e R-Truth durante il match contro John Cena e Alex Riley che aveva come arbitro speciale lo stesso Stone Cold. Allora Stone Cold porta sul ring Michael Cole e gli fa una Stunner, poco dopo riceve anche una Attitude Adjustment da John Cena. Nella puntata di Smackdown del 10/06 viene chiamato sul ring da Christian per parlare della vittoria di Christian contro Randy Orton che ci sarà nel prossimo PPV. Michael Cole dice che Christian merita di vincere il titolo del mondo e non Randy Orton. Nella puntata d Raw All Stars del 13/06 il GM anonimo manda un'e-mail che viene letta come al solito da Michael Cole. Mentre Cole sta per leggere l'e-mail che vedeva coinvolto Stone Cold proprio quest'ultimo cerca di attaccare Cole come la settimana prima, ma Cole riesce a fuggire nel pubblico. Più tardi ritorna a sedersi al tavolo dei commentatori. Al PPV Capitol Punishment durante il match fra The Miz contro Alex Riley viene attaccato da quest'ultimo perché Cole gli aveva detto che non era degno di essere l'allievo di The Miz e altre cose. Nella puntata di Raw chiamata Power to the People del 20/06 Michael Cole sconfigge Vickie Guerrero in un Dance-Off match. Vickie poteva affrontare anche Jerry Lawler o Booker T perché entrambi erano al televoto con Cole. A fine puntata di Raw del 27/06 quando le telecamere era già spente, Michael Cole annuncia due informazioni al WWE Universe: la prima informazione riguarda CM Punk, Michael Cole dice che è stato sospeso dalla WWE a tempo indeterminato, mentre la seconda Michael Cole dice che Mason Ryan si è infortunato durante degli show in Texas dell'ultimo week-end. Attualmente Raw è commentato da Michael Cole, Jerry Lawler e Jim Ross quest'ultimo ritorna dopo 2 mesi quando ancora lui e Lawler avevano il feud con Jack Swagger e Cole. Nella puntata di Raw del 25/07 Michael Cole perde contro Zack Ryder in poco tempo. Durante la sua entrata prima del match contro Ryder, Cole è entrato con la musica di Triple H imitando anche i suoi movimenti quando entra. Attualmente Michael Cole non ha feud e in queste settimane continua ad essere al commento sia alle puntate di Raw che di Smackdown. A Raw commenta insieme a Jerry Lawler (ormai tornato amico con quest'ultimo), Jim Ross e delle volte con Booker T e Josh Mathews, questi ultimi due vengono delle volte per sostituire Jim Ross o Jerry Lawler oppure lo stesso Michael Cole. A Smackdown invece commenta insieme a Josh Mathews e Booker T. In rare occasioni commenta anche WWE NXT insieme a William Regal oppure Jack Korpela. Attualmente è ancora un grande tifoso di The Miz e tutti gli altri wrestler heel. Nella puntata di Raw del 03/10 Michael Cole decide anche lui di non dare la sua fiducia a Triple H e se ne va anche lui dall'arena come tutti gli altri wrestler che sono contro Triple H.
Nella puntata di Raw del 10 ottobre 11 Jim Ross viene licenziato dal nuovo General Manager di Raw John Laurinaitis. Nella puntata di Raw del 17/10 viene mostrato un video da John Laurinaitis in cui c'è Michael Cole che insieme a Alberto Del Rio e Ricardo Rodriguez sbeffaggiano e prendono in giro Jim Ross che è stato licenziato la settimana prima. Allora il nuovo GM di Raw, John Laurinaitis sancisce il main event della puntata di Raw del 17 di ottobre: il main event sarà un tag team match che vedrà John Cena e Jim Ross contro Cole e Alberto Del Rio. La vittoria va al team face che vince grazie ad una Ankle Lock da parte di Jim Ross sullo stesso Michael Cole. Nella puntata di Raw del 24 ottobre Cole mostra delle foto modificate di Jim Ross all'intero WWE Universe. Poco dopo dice che la prossima puntata di Raw ci sarà il Michael Cole Challenge dove lo stesso Michael Cole affronterà Jim Ross e dice anche che se Jim Ross lo batte potrà avere di nuovo la sua poltrona al tavolo dei commentatori e Michael Cole se ne andrà dalla WWE. Nella puntata di Smackdown del 28 ottobre Cole mostra di nuovo al WWE Universe le foto di Jim Ross e ripropone di nuovo il Michael Cole Challenge, che poi vincerà giocando sporco.
Nella pay-per-view Royal Rumble 2012 partecipa al Royal Rumble match, ma viene eliminato subito, poiché esce di sua volontà dalla terza corda per sfuggire a Kharma e viene buttato sul pavimento e quindi eliminato da Jerry Lawler e Booker T che si trovavano all'esterno del ring.
Nella puntata di Raw del 4 giugno John Cena lo sconfigge e lo umilia e in un No Disqualification Match.

#### Ritorno esclusivo al commento (2012–presente)
Dopo l'ennesima faida con Jim Ross e la Royal Rumble, Cole riprende a svolgere il ruolo di commentatore sia per SmackDown (affiancato da Josh Mathews e successivamente da John "Bradshaw" Layfield) che per Raw (affiancato da JBL e Jerry Lawler) in maniera neutrale e corretta, senza più avere alcun tipo di ruolo nelle storyline degli show ma limitandosi al commento dei match.
Nella puntata di Raw del 10 settembre 2012 Cole annuncia che Jerry Lawler è stato colpito da un malore durante la puntata. Alle 2:31 (ora italiana) del 13 settembre, Cole scrive sul suo profilo Twitter di essere riuscito a parlare al telefono con Lawler e di poter dire che sta bene e che è su di giri. Nella puntata di Raw del 24 settembre intervista "The King" via satellite, ponendoli domande sul suo stato di salute e i suoi tempi di recupero. Durante questo periodo Lawler viene sostituito prima da JBL e successivamente da Jim Ross, che torna dopo parecchio tempo al fianco di Michael Cole per il commento degli episodi di Raw. Al ritorno di Lawler, oltre che da quest'ultimo, Cole viene affiancato da JBL per quanto riguarda Raw, e dal solo JBL per SmackDown.

## Mossa finale
- An-Cole Lock (Ankle Lock)

## Soprannomi
- "The Voice of WWE"
- "Sir Michael Cole"